# Hôtel de Cambacérès-Murles

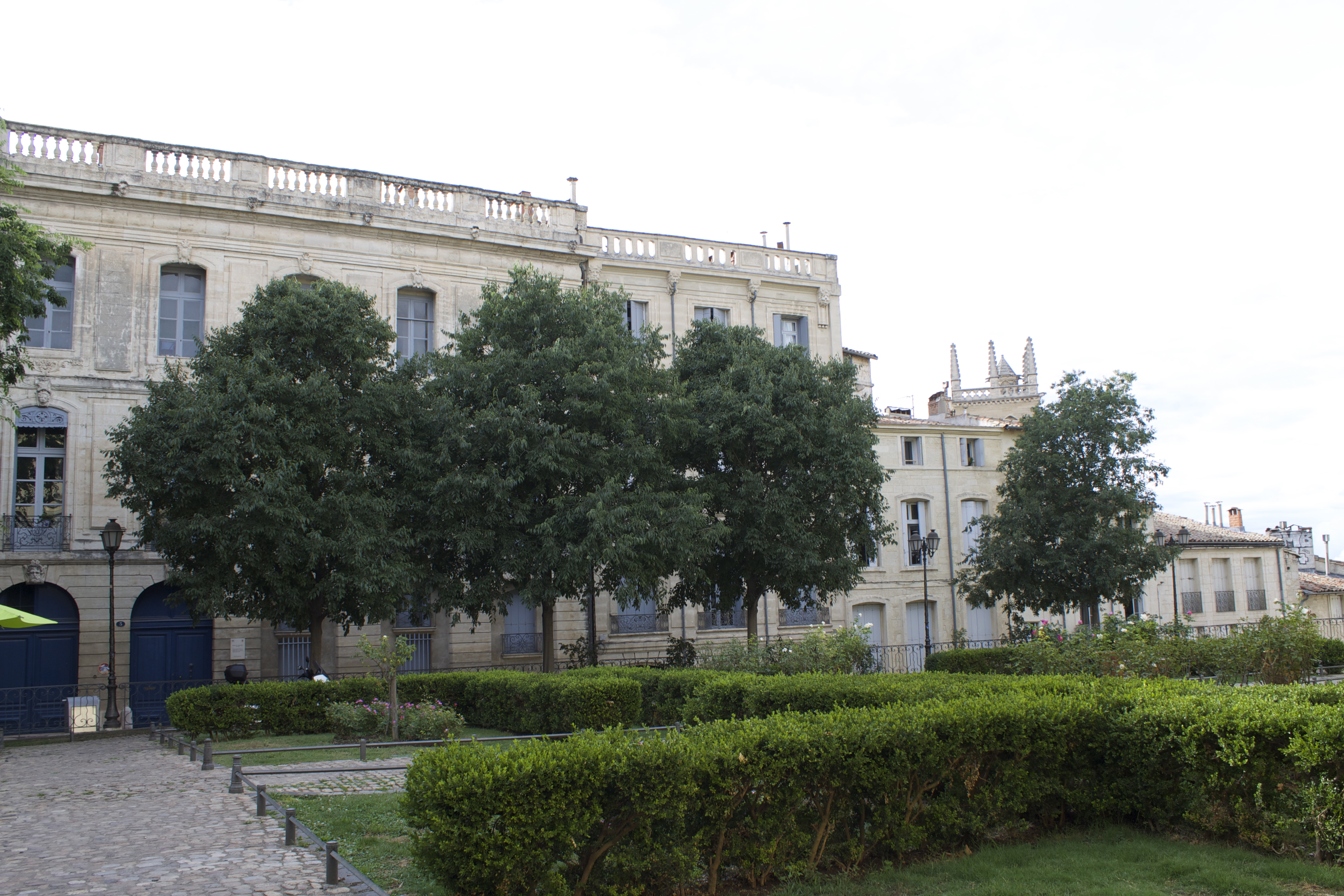
Hôtel de Cambacérès-Murles in het Zuid-Franse Montpellier

Het Hôtel de Cambacérès-Murles (1730)  is een stadspaleis in Montpellier, in het Franse departement Hérault. Het is gelegen aan de Place de la Canourge. 

## Historiek
De bouw vond plaats in de jaren 1707-1730. De bouwheer was Dominique Cambacérès. Deze liet op de plek van zijn ouderlijk huis dit hôtel oprichten. Hij heeft er nooit gewoond. De naam van het hôtel verwijst zowel naar zijn familie als naar een later aangetrouwde familie Montlaur de Murles. Een telg van de familie was hertog de Cambacérès, Tweede Consul na Napoleon Bonaparte, Eerste Consul. De bouwheer Dominique Cambacérès was niet van adel.
Opmerkelijk in dit gebouw is de in verhouding grote traphal ten opzichte van de rest. De traphal leidt naar een grote loggia op het eerste verdiep, waarbij de loggia groter is dan de binnenplaats. De muur op het einde van de binnenplaats is gekromd.
Delen van het gebouw zoals de façades, het smeedwerk en de trappen zijn beschermd erfgoed en monument historique van Frankrijk (sinds 1995).